# 2010年泰国反政府示威

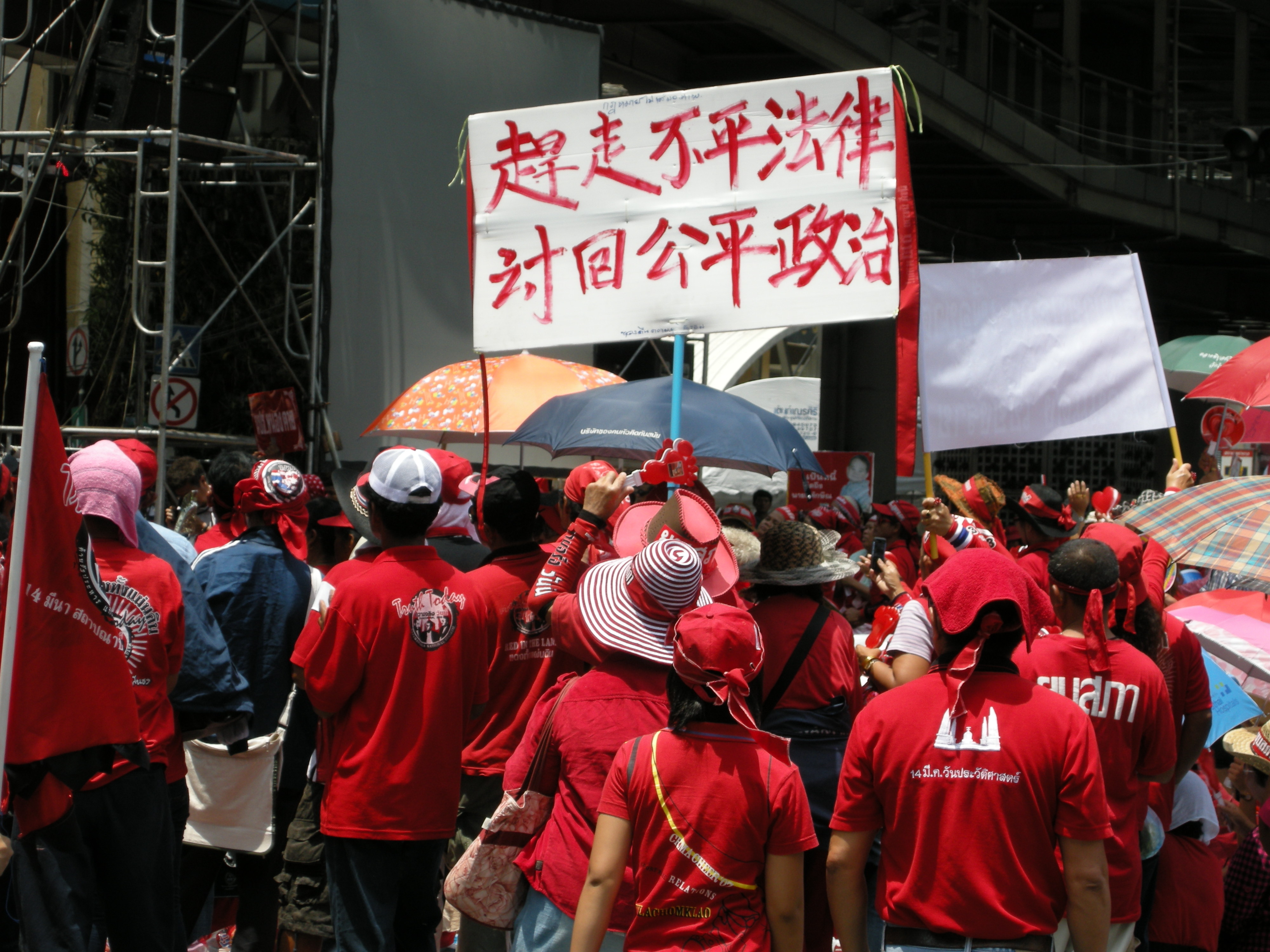
反獨裁民主聯盟示威標語

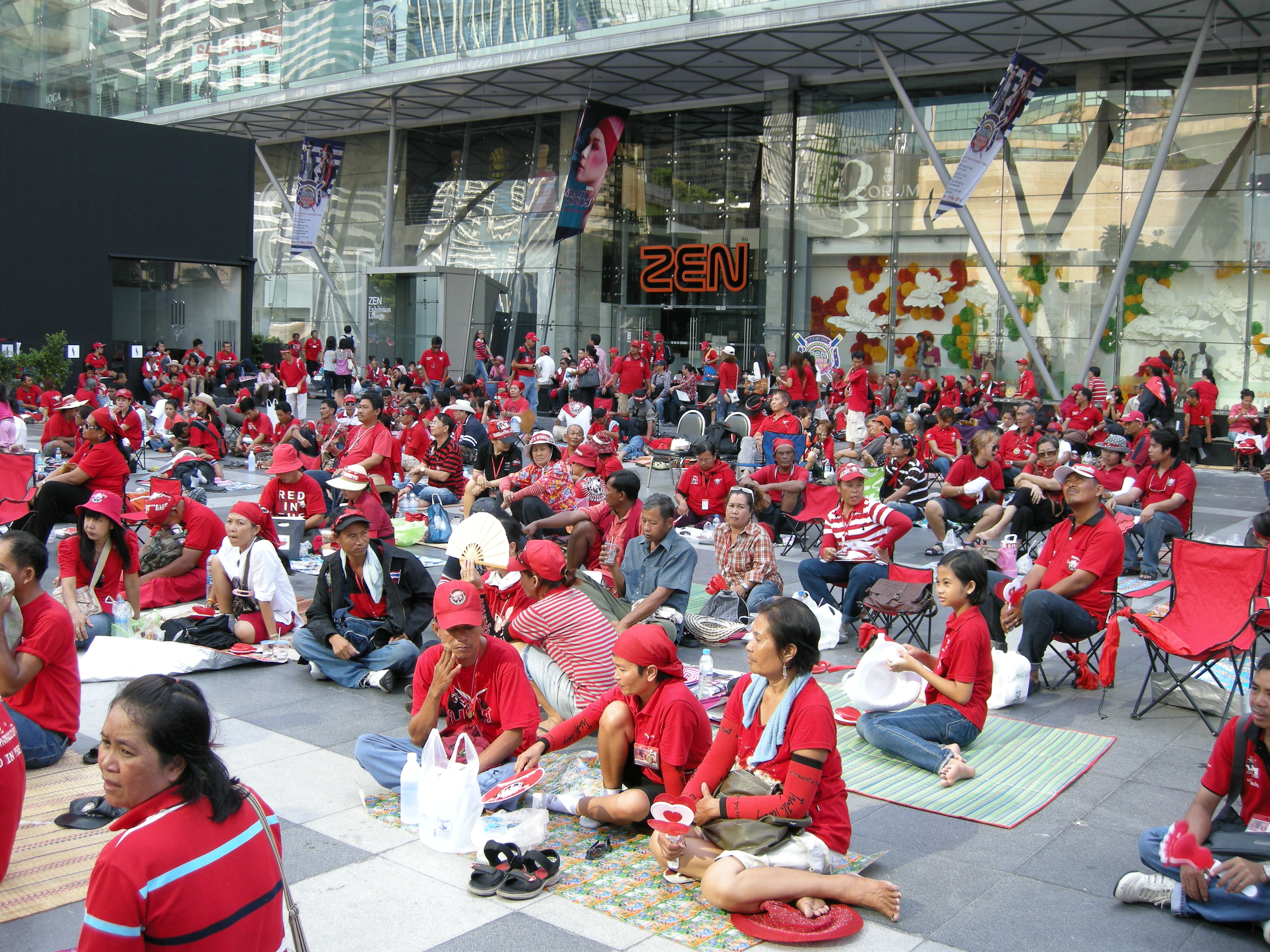
集結於尚泰世界購物中心的群眾

2010年泰国反政府示威是指发生在2010年3月12日至5月19日期间，反独裁民主联盟领导的一系列示威活动。示威反對民主黨領導的聯合政府，要求其下台，提前大選。

## 背景
反獨裁民主聯盟在2006年前總理塔信·欽那瓦被軍事政變推翻後成立支持塔信。在一年的軍政府統治時期，反獨聯組織了多次大型反政府示威。
2007年底，親塔信的沙馬·順達衛領導的政黨贏得大選上台。但是不久，泰國政治危機再起，塔信曾短暫回國，後被迫再度流亡海外。在憲法法院裁決後，沙馬和其繼任者頌猜·旺沙瓦相繼被迫下台，在原執政聯盟小黨的支持下，獲人民民主聯盟的勢力支持的民主黨重新執政，反獨聯認為其未經民意授權上台形同「政變」，於是再一次掀起街頭抗爭運動，要求總理阿披實辭職，提前舉行大選。

## 事發經過
2010年3月12日，泰國紅衫軍舉行一次示威，訴求政府解散國會下議院並重新進行大選。
2010年4月10日，安全部隊試圖強行驅散紅衫軍失敗、造成逾20死800傷，此次衝突為泰國近20年來最嚴重的暴動。
2010年4月22日，紅衫軍聚集在曼谷金融中心Silom路附近，該地的BTS站Sala Daeng發生連續五起手榴彈攻擊事件，造成3死75傷，是紅衫軍自3月聚集以來第二波嚴重流血衝突。
2010年5月，紅衫軍與泰軍的衝突不斷發生。至5月17日為止，已經造成31人死亡，230人受傷。其中，紅衫軍領袖卡迪亞（เสธ.แดง）懷疑被軍方狙擊手開槍，擊中頭部，於5月17日在醫院傷重不治。
5月19日清晨，軍警清場，至下午結束。但當局於同日突然宣布，會在曼谷實施宵禁，紅衫軍7名領袖於同日下午向警方自首。是次清場造成最少4人死亡，包括一名意大利記者。，軍方以武力大規模掃蕩紅衫軍在曼谷市區的據點，迫使紅衫軍領袖投降同時公開呼籲紅衫軍解散，結束69天的示威活動，但殘餘激進派卻化整為零，在曼谷市區36處建築放火，造成曼谷市區陷入一片火海。除了首都外，東北部烏隆府省政廳亦遭縱火、孔敬府政府大樓則遭到洗劫。
5月20日，紅衫軍主張和平示威的溫和派領袖Veera Musikhapong、Weng Tojirakarn及KorkaewPikulthong向警方投案，但強硬派領袖Arisman Pongruengrong仍在逃，部份紅衫軍支持者搭乘政府提供的車輛回家。

## 曼谷市區被紅衫軍縱火的建築
- 緝毒警察總部（ONCB）
- Bon Kai區商業大樓

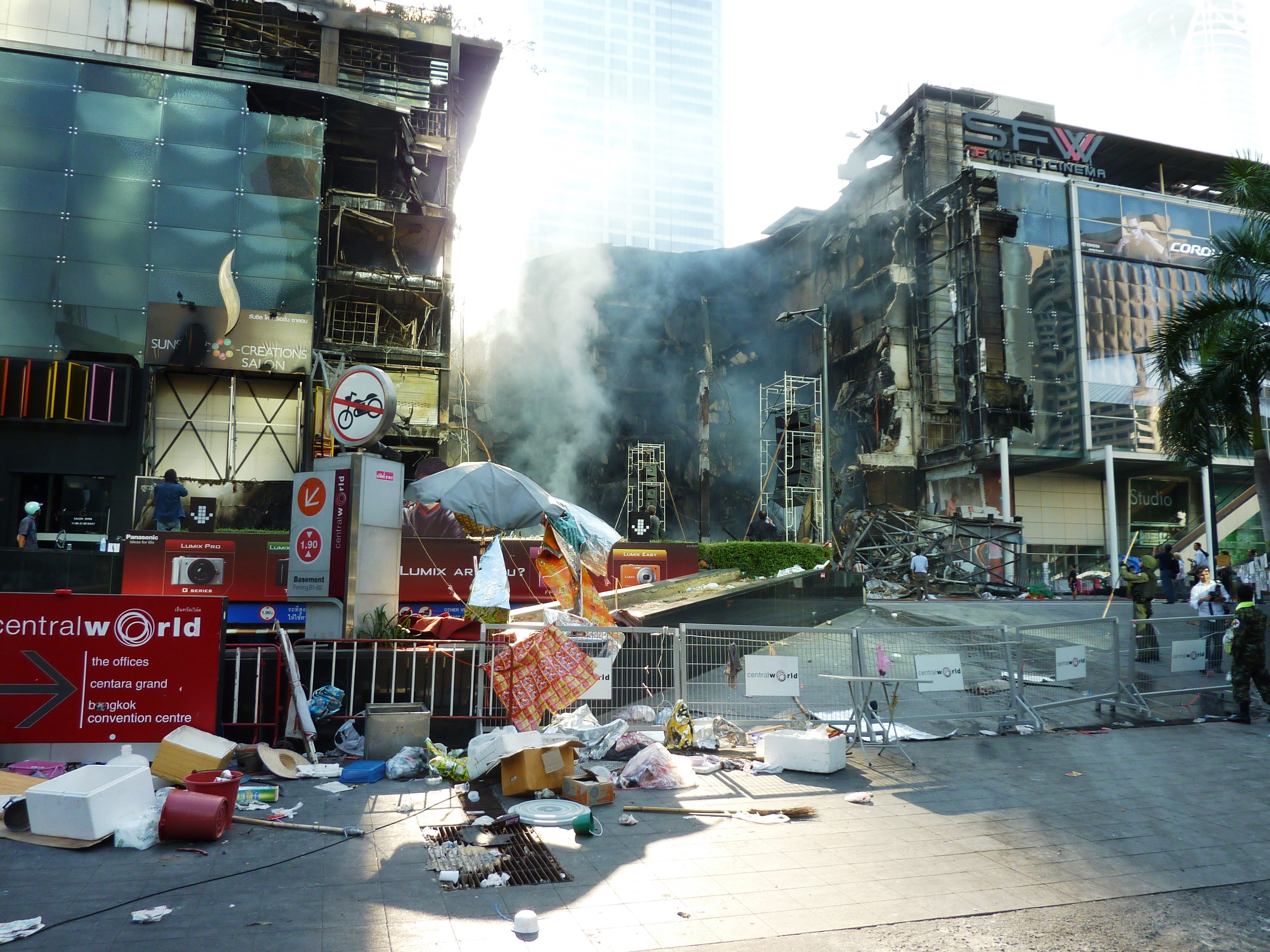
被燒毀的尚泰世界購物中心

- 泰華農民銀行Ngam Doo Plee巷分行
- 尚泰世界購物中心（เซ็นทรัลเวิลด์，CentralWorld）
- 瑪麗暖大廈（Maleenont Tower）
- 泰國政府儲蓄銀行Sam Liam Din Daeng分行
- 京都電力局Klong Toei分局
- 大都會水利工程處Klong Toei分局
- 泰國證券交易所
- Rajaprasong區Sogo百貨公司
- 暹羅戲院
- 曼谷郵報
- 盤谷銀行Asok分行
- 盤谷銀行勝利紀念碑分行
- 盤谷銀行Chan路分行
- 盤谷銀行暹羅廣場分行
- 盤谷銀行Rama4路分行
- 盤谷銀行Bangjak分行
- 盤谷銀行Sathupradit路分行
- 盤谷銀行Sunthornkosa分行
- 盤谷銀行Hua LamPhong分行
- Center One購物中心
- 暹羅廣場
- 暹羅城市銀行暹羅廣場分行
- 暹羅城市銀行Sam Liam Din Daeng分行
- 暹羅城市銀行Sunthornkosa分行（Klong Toei區）
- 暹羅廣場第5、6巷的商店
- Mahatun Plaza Building on Ploen Chit Road
- 7-ElevenSam Liam Din Daeng分店
- 7-Eleven（勝利紀念碑附近）
- 泰京銀行（靠近Mater Dei School）
- 泰京銀行Asok分行
- 蓮花超市（Rama 4路分店）
- 暹羅商業銀行Prachachuen分行
- Big C超市Rajdamri分行

## 影響
紅衫軍於2010年4月份開始集結於曼谷百貨公司、高級飯店聚集的商業區（Rama 1 Road週邊）及金融區（สีลม路週邊）附近，百貨公司及飯店停止營業超過一個月，曼谷高架電車及地鐵亦停止營運，公車也因此停駛或改道，先前的衝突迫使部份國家關閉大使館並發出旅遊警示，造成以觀光業為主的泰國經濟蒙受的重大損失，同時也加大阿披實政府的壓力，演變成更嚴重的流血衝突，紅衫軍激進派在曼谷市區重要建築縱火，使曼谷許多重要建築全毀或半毀，更加深兩方對立，表面上示威活動已在曼谷結束，但長期貧富不均所造成的社會問題仍舊沒有解決，亦對泰國政治埋下不安的種子。